# SIKON ISAF 13
SIKON ISAF 13 je bil trinajsti kontingent Slovenske vojske, ki je deloval v sklopu ISAFa v Afganistanu. Kontingent je bil nastanjen v bazi Arena v Heratu.

## Organizacija in oprema
Kontingent je sestavljalo 69 pripadnikov Slovenske vojske, pri čemer je bil strukturiran sledeče:
- motorizirani vod,
- nacionalni podporni element,
- operativna skupina za mentorstvo in povezavo (10 slovenskih vojakov je delovalo v italijanski OMLT),
- častniki, ki so delovali v poveljstvu ISAF v Kabulu
- in veterinarja, ki sta sodelovala v skupini za regionalno obnovo Herat[2].